# Al Jmail
Al Jmail là một thành phố của Libya. Thành phố Al Jmail có diện tích  km², dân số thời điểm năm 2006 là 39.344 người. Đây là thành phố lớn thứ 20 tại Libya.